# Остиарий
Остиа́рий (Привратник) — в Католической церкви один из чинов церковнослужителя, отменённый во второй половине XX века при введении современного римского обряда.
Чин остиария был самым низшим из малых чинов (лат. ordines minores), куда кроме остиариев относились чтецы, экзорцисты и аколиты. Слово «остиарий» происходит от латинского лат. ostium — дверь. В древней церкви остиарии открывали и запирали дверь церкви, в числе прочего следя за тем, чтобы некрещённые не присутствовали в церкви во время Евхаристического канона. Впоследствии на Западе остиарий стал самым первым чином, в который поставлялся семинарист. Остиариат рассматривался как промежуточная ступень на пути к диаконату и священству. Во время литургии остиарии, как и другие малые чины, облачались в суперпеллицеум.
После II Ватиканского собора чин остиария был упразднён в motu proprio папы Павла VI Ministeria quaedam от 15 августа 1972 года и в инструкции Конгрегации богослужения и таинств  Immensae caritatis от 29 января 1973 года. Как и другие малые чины чин остиария сохраняется в традиционалистических общинах (например Братстве Святого Петра).